# Овшинов, Евгений Валерьевич
Евге́ний Вале́рьевич Овши́нов (17 октября 1980) — российско-казахстанский футболист, защитник. Воспитанник элистинского футбола.

## Карьера
Играл за вторую команду «Уралана» в Первенстве КФК (1997—2001), за основную команду элистинского клуба дебютировал 23 октября 1999 года, выйдя на замену на 77-й минуте домашнего матча чемпионата России с новороссийским «Черноморцем» (3:1), в следующем году сыграл в чемпионате России в двух матчах. В 2001 году сыграл 15 матчей во Втором дивизионе за команду «Кавказкабель» Прохладный. В 2002—2003 годах сыграл 49 матчей за дубль «Уралана» в турнире дублёров РФПЛ, за основную команду — в двух (2002) и шести (2003) матчах Премьер-лиги, в 2003 году также — в трёх матчах Кубка России и одном — Кубка Премьер-лиги. В 2004 году сыграл в 37 матчах Первого дивизиона и двух — Кубка России.
С 2005 года играл за различные клубы Казахстана в местном чемпионате. В 2008 году принял участие в матчах Кубка Интертото против венгерского «Гонведа», в 2011 году сыграл в обоих матчах квалификации Лиги чемпионов против словацкого «Слована» Братислава. В 2010 году принял гражданство Казахстана.
В 2017 году — тренер команды «Уралана» из игроков 2004 года рождения.